# Cynthia Solomon

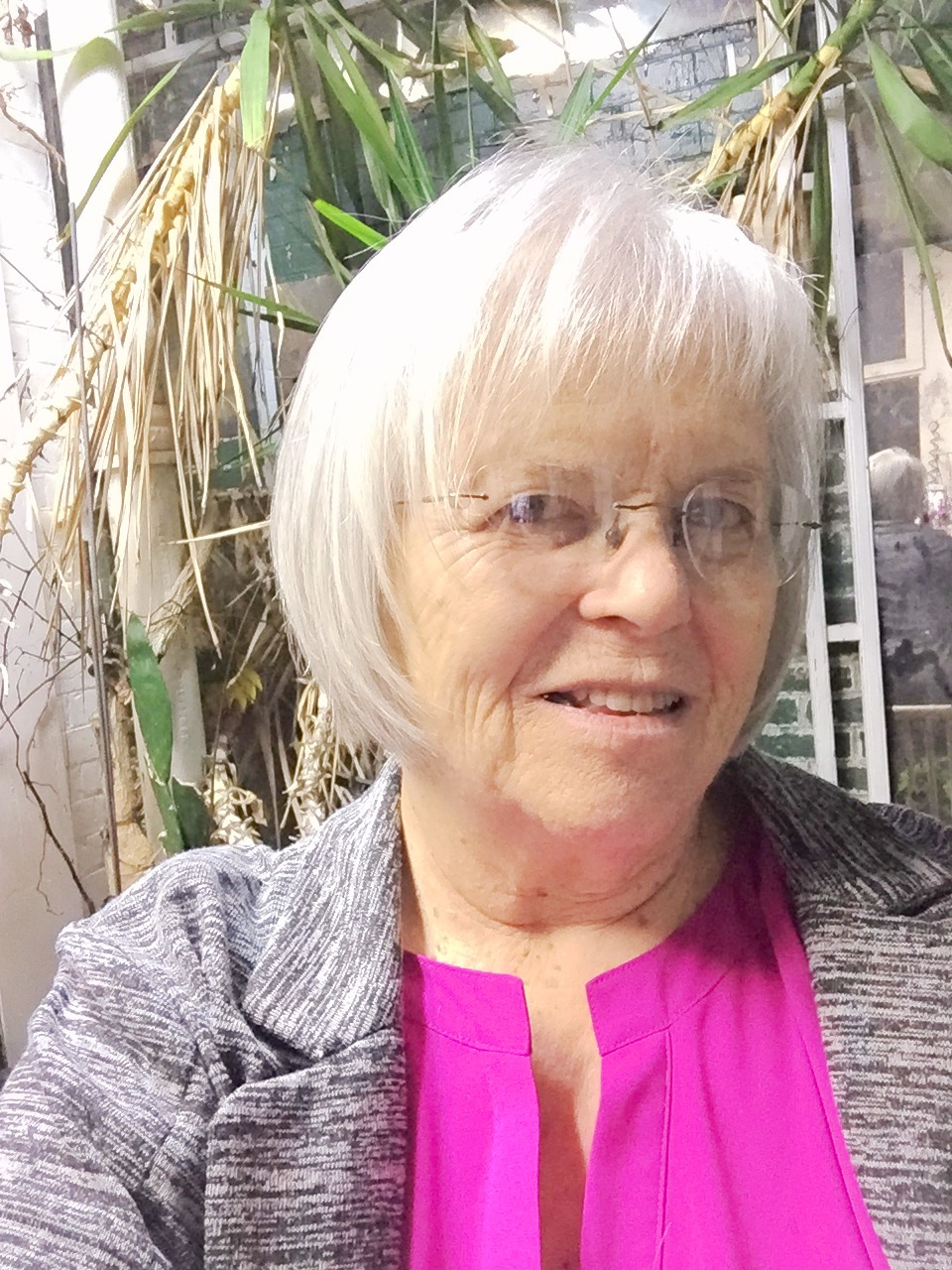
Cynthia Solomon

Cynthia Solomon  (* 1938 in Somerville, Massachusetts) ist eine amerikanische Informatikerin. Sie war Mitentwicklerin von Logo, der ersten Programmiersprache und Programmierumgebung speziell für Kinder.

## Leben und Werk
Solomon studierte Geschichte am Radcliffe College und erhielt den Bachelor of Arts (B.A.). Danach unterrichtete sie sieben Jahre lang an der Milton Academy in Milton, Massachusetts und wurde die Koordinatorin für Technologieintegration an der Monsignor Haddad Middle School in Needham, Massachusetts. 1967 entwarf sie zusammen mit Seymour Papert und Wally Feurzeig die Programmiersprache Logo. Diese Sprache war für Kinder gedacht, um mit Wörtern zu experimentieren, mathematische Probleme zu lösen, Geschichten zu erfinden und eigene Spiele zu entwickeln. Logo ist weithin bekannt für die Verwendung von Schildkrötengrafiken, bei denen Befehle zum Bewegen und Zeichnen Liniengrafiken entweder auf dem Bildschirm oder mit einem kleinen Roboter, der als Schildkröte bezeichnet wird, erzeugen. An der Boston University erhielt sie 1976 den Master of Science in Informatik. In den 1980er Jahren beauftragte das Massachusetts Institute of Technology sie mit der Leitung des Atari Cambridge Research Laboratory, da sie erfolgreich Logo entwickelt hatte. Ihre Promotion, die sie 1985 an der Harvard University in Pädagogik ablegte, führte zur Veröffentlichung des kritischen Buches „Computerumgebungen für Kinder: Eine Reflexion über Theorien des Lernens und der Erziehung“. In diesem Buch werden die Chancen und Herausforderungen im Zusammenhang mit Computern in Lernumgebungen untersucht. Sie unterrichtete, beriet und war Stipendiatin mehrerer angesehener Forschungslabors und Stiftungen. Sie war unter anderem als Vizepräsidentin für Forschung und Entwicklung bei Logo Computer Systems, Inc., als Apple Logo entwickelt wurde. 2016 arbeitete sie im Programmkomitee für Constructing Modern Knowledge am Marvin-Minsky-Institut für künstliche Intelligenz.

## Veröffentlichungen (Auswahl)
- 1971: Papert, Seymour; Solomon, Cynthia: Twenty Things to Do with a Computer, http://dspace.mit.edu/handle/1721.1/5836
- 1976: Solomon, Cynthia: Leading a Child to a Computer Culture. ACM SIGCUE Outlook.
- 1976: Solomon, Cynthia: Teaching young children to program in a LOGO turtle computer culture. ACM Sigcue Outlook.
- 1982: Solomon, Cynthia: Apple logo: Introduction to programming through turtle graphics
- 1984: Solomon, Cynthia: Logo Power, ISBN 978-0-06-669020-9
- 1984: Solomon, Cynthia: Apple II – Apple Logo: Reference Manual & Introduction to Programming Through Tu Logo Power
- 1985: Solomon, Cynthia; Minsky, Margaret; Harvey, Brian: LogoWorks: Challenging Programs in Logo, ISBN 978-0-07-042425-8
- 1988: Solomon, Cynthia: Computer Environments for Children: A Reflection on Theories of Learning and Education, ISBN 978-0-262-69125-3
- 1996: Druin, Allison and Solomon, Cynthia: Designing Multimedia Environments for Children Inventive Minds, ISBN 978-0-471-11688-2
- 2004: Solomon, Cynthia: Culture Audits: Supporting Organizational Success, ISBN 978-1-56286-386-9
- 2009: Solomon, Cynthia: Select a Performance Management System (Infoline ASTD), ISBN 978-1-56286-601-3
- 2018: Druin, Allison; Solomon, Cynthia: Designing multimedia environments for children
- 2018: Minsky, Marvin; Solomon, Cynthia; Xiao Xiao; Travers, Mike; Kay, Alan:Inventive Minds: Marvin Minsky on Education, ISBN 978-0-262-03909-3

## Auszeichnungen
- 2016: Tech Award des Nationalen Zentrums für Frauen und Informationstechnologie (NCWIT)
- 2016: Lifetime Achievement Award auf der Constructionism 2016